# Ascionana minuta
Ascionana minuta är en kräftdjursart som beskrevs av Just och Wilson 2004. Ascionana minuta ingår i släktet Ascionana och familjen Paramunnidae. Inga underarter finns listade i Catalogue of Life.